# Suba Róbert
Suba Róbert (Kiskunhalas, 1980. július 17. –) paralimpiai és világbajnoki ezüstérmes, Európa-bajnok magyar kajakozó.

## Sportpályafutása
Suba Róbert Kiskunhalason született, a gimnáziumi évei alatt több sportágat is kipróbált, atletizált és kézilabdázott. Tizenkilenc éves korában súlyos ejtőernyős balesetet szenvedett, aminek következtében deréktól lefelé megbénult.
A 2016-os parakenu Európa-bajnokságon két aranyérmet szerzett.
A 2016-os paralimpiai játékokon ezüstérmet szerzett.
A parasportolóknak rendezett kajak-kenu világbajnokságon 2016-ban Duisburgban, 2017-ben Račicében és 2018-ban, Montemor-o-Velhóban is ezüstérmet szerzett a KL1-es kategóriában.